# Andreas Luft
Andreas Rüdiger Johannes Luft (* 19. Juni 1972 in Erlangen) ist ein deutsch-schweizerischer Facharzt für Neurologie und Neurorehabilitation, Professor für Vaskuläre Neurologie und Rehabilitation an der Universität Zürich sowie Medizinischer Direktor des Zentrums für Neurologie & Neurorehabilitation – cereneo in Vitznau/Schweiz. Zu seinen Schwerpunkten gehören die Akutbehandlung und Rehabilitation von Schlaganfällen.

## Werdegang
Andreas Luft absolvierte ein Studium der Humanmedizin an der Eberhard Karls Universität Tübingen. Er legte dort im Mai 1998 sein 3. Staatsexamen ab. Im Juli 1998 erhielt er seinen Doktortitel. Nach dem amerikanischen Staatsexamen (Educational Commission of Foreign Medical Graduates, ECFMG) im Oktober 1998 war er von Juli 1998 bis März 1999 als Clinical Fellow der Neuroendovascular Surgery am Millard Fillmore Hospital der State University of New York in Buffalo, anschließend bis März 2001 Clinical Fellow in der Neurology and Neurocritical Care an der Johns Hopkins University in Baltimore, USA. Von April 2001 bis Juni 2006 übernahm Luft eine Stelle als Klinikarzt in der Abteilung für Neurologie und am Hertie Institut für klinische Hirnforschung an der Universität Tübingen. Zudem arbeitete er von Oktober 2004 bis September 2005 als Klinikarzt in der Abteilung für Geriatrische Psychologie. Im Mai 2006 folgte Lufts Habilitation in Neurologie an der Universität Tübingen. Von Juli 2006 bis Juli 2008 übernahm Andreas Luft die Leitung der Neurologischen Intensiv- und Schlaganfallstation der Universitätsklinik Tübingen, anschließend war er Assistenzprofessor für Klinische Neurorehabilitation an der Universität Zürich und seit 2014 Professor für Vaskuläre Neurologie und Rehabilitation. In der Züricher Höhenklinik Wald war Luft von April 2009 bis Dezember 2013 Leitender Arzt im Zentrum für ambulante Rehabilitation. Im Jahr 2012 gründete Andreas Luft das cereneo Zentrum für Neurologie & Rehabilitation in Vitznau (Schweiz) und übernahm 2014 die Position des Medizinischen Direktors. Seit Januar 2007 war er assoziierter Professor für Neurologie an der Johns Hopkins University (USA), seit September 2016 assoziierter Professor am D-HEST (Departement Gesundheitswissenschaften und Technologie der ETH Zürich) und seit April 2019 assoziierter Professor an der Mohammed bin Rashid University in Dubai, Vereinigte Arabische Emirate. Seit 2014 leitet Andreas Luft das neu gegründete Schlaganfallzentrum des Universitätsspitals Zürich und lehrt das Spezialgebiet der Neurorehabilitation an der Medizinischen Fakultät der Universität Zürich.

## Spezialgebiete und Behandlungsschwerpunkte
Andreas Luft ist spezialisiert auf die Akutbehandlung und Rehabilitation von Schlaganfällen.

## Forschungstätigkeit
Der wissenschaftliche Fokus von Andreas Luft liegt vor allem auf der Erholungsforschung nach Schlaganfall oder Hirnverletzung. Er arbeitet unter anderem eng mit der Universität Zürich, der Johns Hopkins University, der Universität Twente und dem cereneo Institute for Interdisciplinary Research (cefir) zusammen.
In der Grundlagenforschung untersucht er insbesondere die Rolle des motorischen Kortex für motorisches Lernen und Erholung nach Schlaganfall sowie die Rolle von Dopamin im motorischen Kortex und beim Lernen/Erholung von Bewegung nach Schlaganfall. In Klinischen Studien evaluierte er Sensoren zur Messung des Therapieerfolgs während der Bewegungs-Rehabilitation nach Schlaganfall sowie die Rolle von Belohnungen für den Therapieerfolg.

## Publikationen
Andreas Luft ist Autor und Co-Autor von mehr als 200 Publikationen, Reviews und Kommentaren.